# Jean-Philippe Thierry
Pour les articles homonymes, voir Thierry.
Jean-Philippe Thierry, né le 16 octobre 1948 à Paris et mort le 10 novembre 2023, est un homme d'affaires français, qui a été notamment le PDG d'Allianz France.

## Biographie
Diplômé de l’institut d’études politiques de Paris et d'études supérieures en sciences économiques, Jean-Philippe Thierry intègre GPA Assurances en 1978. Il en assure la présidence de 1989 à 2000.
En 1992, il assure également la même fonction au sein de Worms & Cie (future Athéna Assurances). Puis, en 1999, il devient président du groupe Generali France. Depuis le 6 juin 2001, il évolue en tant que Président-directeur général du groupe Allianz France.
Depuis 1996, Jean-Philippe Thierry est président de la Fédération française des sociétés anonymes d'assurance (FFSAA).
Patron le mieux payé de France, Jean-Philippe Thierry, à la tête d'Allianz France, a empoché 23,2 millions d'euros de salaire, soit 1,9 million d'euros par mois, selon le classement établi par Capital.
Il est nommé membre du Conseil d’administration d'Atos en février 2009.
Il est également Président du Conseil de surveillance d’Euler-Hermès et du Groupe Mondial Assistance, et siège en tant qu’administrateur aux conseils de PPR, et de la Société financière foncière et de participations (FFP).
Depuis 2010, il est vice-président de l'Autorité de contrôle prudentiel, autorité notamment chargée de la supervision des compagnies d'assurance et des banques.

## Décorations
Il est nommé chevalier de la légion d'honneur en 1997.
Il est fait commandeur de l'ordre de Saint-Charles de Monaco par ordonnance souveraine du 17 novembre 2011.